# Inglewood (Californië)
Inglewood is een stad in de Amerikaanse staat Californië en telt 112.580 inwoners. Het is hiermee de 200e stad in de Verenigde Staten (2000). De oppervlakte bedraagt 23,6 km², waarmee het de 236e stad is.

## Demografie
Van de bevolking is 7,1 % ouder dan 65 jaar en bestaat voor 25,3 % uit eenpersoonshuishoudens. De werkloosheid bedraagt 7,4 % (cijfers volkstelling 2000).
Ongeveer 50,6% van de bevolking van Inglewood bestaat uit hispanics en latino's, 43,8% is van Afrikaanse oorsprong, 2,9% is van Europese oorsprong en 1,5% van Aziatische oorsprong.
Het aantal inwoners steeg van 110.454 in 1990 naar 112.580 in 2000.

## Klimaat
In januari is de gemiddelde temperatuur 13,8 °C, in juli is dat 20,6 °C. Jaarlijks valt er gemiddeld 305,1 mm neerslag (gegevens op basis van de meetperiode 1961-1990).

## Plaatsen in de nabije omgeving
De onderstaande figuur toont nabijgelegen plaatsen in een straal van 8 km rond Inglewood.

## Geboren
- Esther Williams (1921-2013), zwemster en actrice
- Brian Wilson (1942-2025), muzikant, songwriter, producent
- Michael Zaslow (1942-1998), acteur
- Dennis Wilson (1944-1983), drummer
- Joseph Acaba (1967), astronaut
- Chris McCandless (1968-1992), Avonturier
- Mack 10 (1971), rapper
- Maureen Flannigan (1973), actrice
- Lashinda Demus (1983), atlete
- Brittney Reese (1986), atlete
- Jose Villarreal (1993), voetballer
- Becky G (1997), zangeres
- Isaiah Jewett (1997), atleet